# James Craig Watson
James Craig Watson   (Fingal, 28 de gener de 1838 - Madison, 22 de novembre de 1880) va ser un astrònom estatunidenco-canadenc. La seva família es va traslladar a Ann Arbor, Michigan el 1850.
A quinze anys es va matricular a la Universitat de Michigan, on va estudiar idiomes clàssics. Més tard va rebre lliçons d'astronomia del professor Franz Brünnow.
Va ser el segon director de l'observatori Angell Hall a prop de Detroit (del 1863 al 1879), succeint a Franz Brünnow. Va escriure el llibre Theoretical Astronomy el 1868.
Creia fermament en l'existència del planeta Vulcà, un hipotètic planeta més proper al Sol que Mercuri, que - ara ho sabem - no existeix (no obstant això, l'existència de petits planetoides vulcanoides continua sent una possibilitat). Va pensar que havia observat 2 planetes d'aquest tipus durant l'eclipsi solar de juliol de 1878 a Wyoming.
Va morir de Peritonitis quan només tenia quaranta-dos anys. Havia acumulat una fortuna considerable a través d'activitats comercials no relacionades amb l'astronomia. Va crear per llegat la medalla James Craig Watson, atorgada cada tres anys per l'Acadèmia Nacional de Ciències per contribucions a l'astronomia.
L'asteroide (729) Watsonia es diu així en honor seu.

## Descobriments
Va descobrir 22 asteroides, començant per (79) Eurínome el 1863. Tanmateix, un dels seus descobriments d'asteroides, (139) Juewa, va tenir lloc a Pequín on Watson havia d'observar el Trànsit de Venus el 1874. Les autoritats xineses van escollir el nom de Juewa (瑞華, o en pinyin modern, ruìhuá).
| (79) Eurínome      | 14 setembre 1863 |
| (93) Minerva       | 24 agost 1867    |
| (94) Aurora        | 6 setembre 1867  |
| (100) Hècate       | 11 juliol 1868   |
| (101) Hèlena       | 15 agost 1868    |
| (103) Hera         | 7 setembre 1868  |
| (104) Climene      | 13 setembre 1868 |
| (105) Àrtemis      | 16 setembre 1868 |
| (106) Dione        | 10 octubre 1868  |
| (115) Tira         | 6 agost 1871     |
| (119) Altea        | 3 abril 1872     |
| (121) Hermione     | 12 maig 1872     |
| (128) Nèmesi       | 25 novembre 1872 |
| (132) Etra         | 13 juny 1873     |
| (133) Cirene       | 16 agost 1873    |
| (139) Juewa        | 10 octubre 1874  |
| (150) Nuwa         | 18 octubre 1875  |
| (161) Athor        | 19 abril 1876    |
| (168) Sibil·la     | 28 setembre 1876 |
| (174) Fedra        | 2 setembre 1877  |
| (175) Andròmaca    | 11 octubre 1877  |
| (179) Clitemnestra | 11 novembre 1877 |